# Copa del Mundo de Gimnasia Rítmica

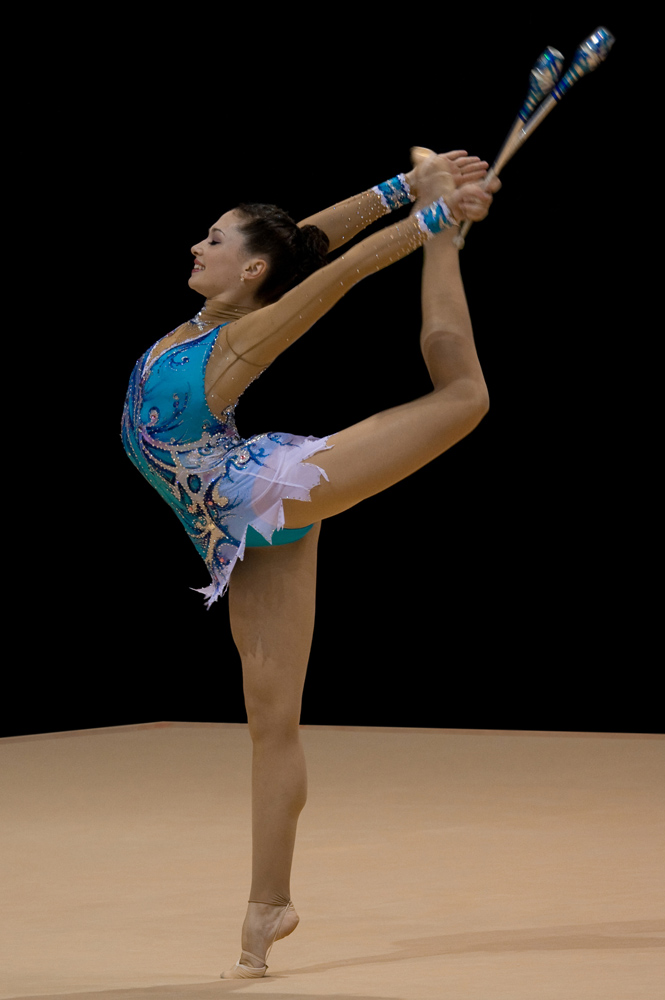
La gimnasta Irina Risenson en la Final de la Copa del Mundo en Benidorm (2008).

La Copa del Mundo de Gimnasia Rítmica es una competición organizada por la Federación Internacional de Gimnasia y participan en ella las gimnastas pertenecientes a los grupos A y B.
Comenzó en 1983, disputándose únicamente una prueba al año y acogiendo tanto competición individual como de conjuntos (grupos). En ese entonces, hasta la tercera edición en 1990, disputaban la competición las 20 primeras gimnastas clasificadas en el Campeonato Mundial anterior. La clasificación era nominal, por lo que si alguna de las gimnastas clasificadas se retiraba o no podía competir, el país perdía automáticamente la plaza.
En 1999, la competición pasó a realizarse en varias pruebas distribuidas a lo largo de la temporada, con una final realizada cada 2 años, donde se disputaban concursos únicamente por aparatos (en el periodo 2000-2008 el concurso general quedó excluido de las finales, no así de las pruebas). Las gimnastas se clasificaban para esta final si sus cuatro mejores notas eran suficientes para estar entre los ocho primeros puestos. El Consejo de la FIG, reunido en mayo de 2008 en Ciudad del Cabo (Sudáfrica), decidió acabar con la Final de la Copa del Mundo en todas sus disciplinas a partir de enero de 2009.
Desde 2009, la final es sustituida por un ranking anual donde se recogen las puntuaciones para el concurso general y para cada aparato, obtenidas en cada una de las pruebas de la Copa del Mundo a lo largo del año, resultando ganador de la Copa del Mundo de Gimnasia Rítmica el líder de ese ranking al término de la temporada.

## Ediciones
| Año  | Campeonato | Sede de la final | País        | Formato                             |
| ---- | ---------- | ---------------- | ----------- | ----------------------------------- |
| 1983 | I          | Belgrado         | Yugoslavia  | Individual y conjuntos              |
| 1986 | II         | Tokio            | Japón       | Individual y conjuntos              |
| 1990 | III        | Bruselas         | Bélgica     | Individual y conjuntos              |
| 2000 | IV         | Glasgow          | Reino Unido | Individual por aparatos             |
| 2002 | V          | Stuttgart        | Alemania    | Individual por aparatos             |
| 2004 | VI         | Moscú            | Rusia       | Individual y conjuntos por aparatos |
| 2006 | VII        | Mie              | Japón       | Individual y conjuntos por aparatos |
| 2008 | VIII       | Benidorm         | España      | Individual y conjuntos por aparatos |

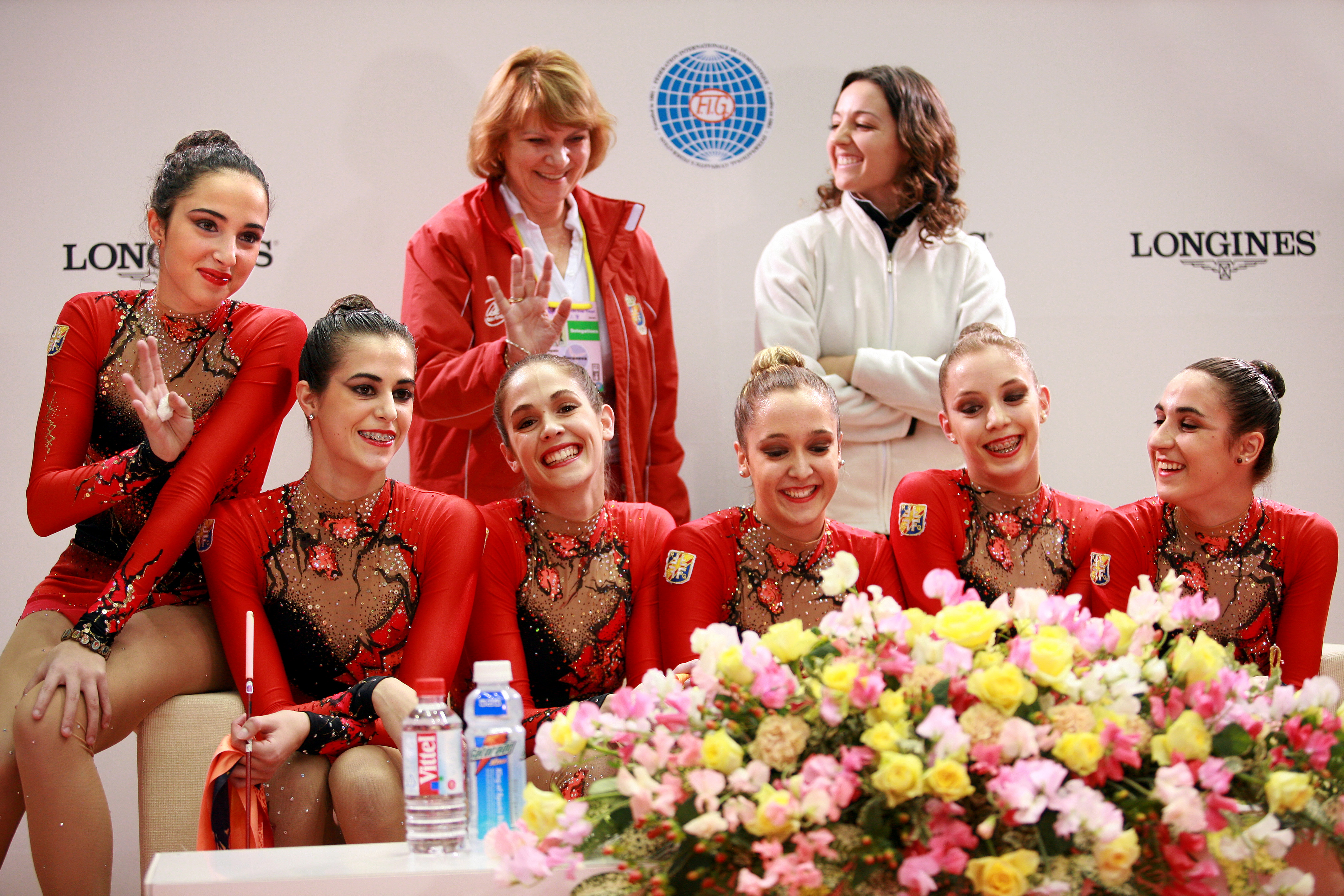
El conjunto español en la Final de la Copa del Mundo en Mie (2006).

- Nota: Desde 2009, se sustituye la final por un ranking anual donde se recogen las puntuaciones para el concurso general y para cada aparato, obtenidas en cada una de las pruebas de la Copa del Mundo a lo largo del año. El ganador de la Copa del Mundo es por tanto el líder de ese ranking al final del año.

## Medallero histórico

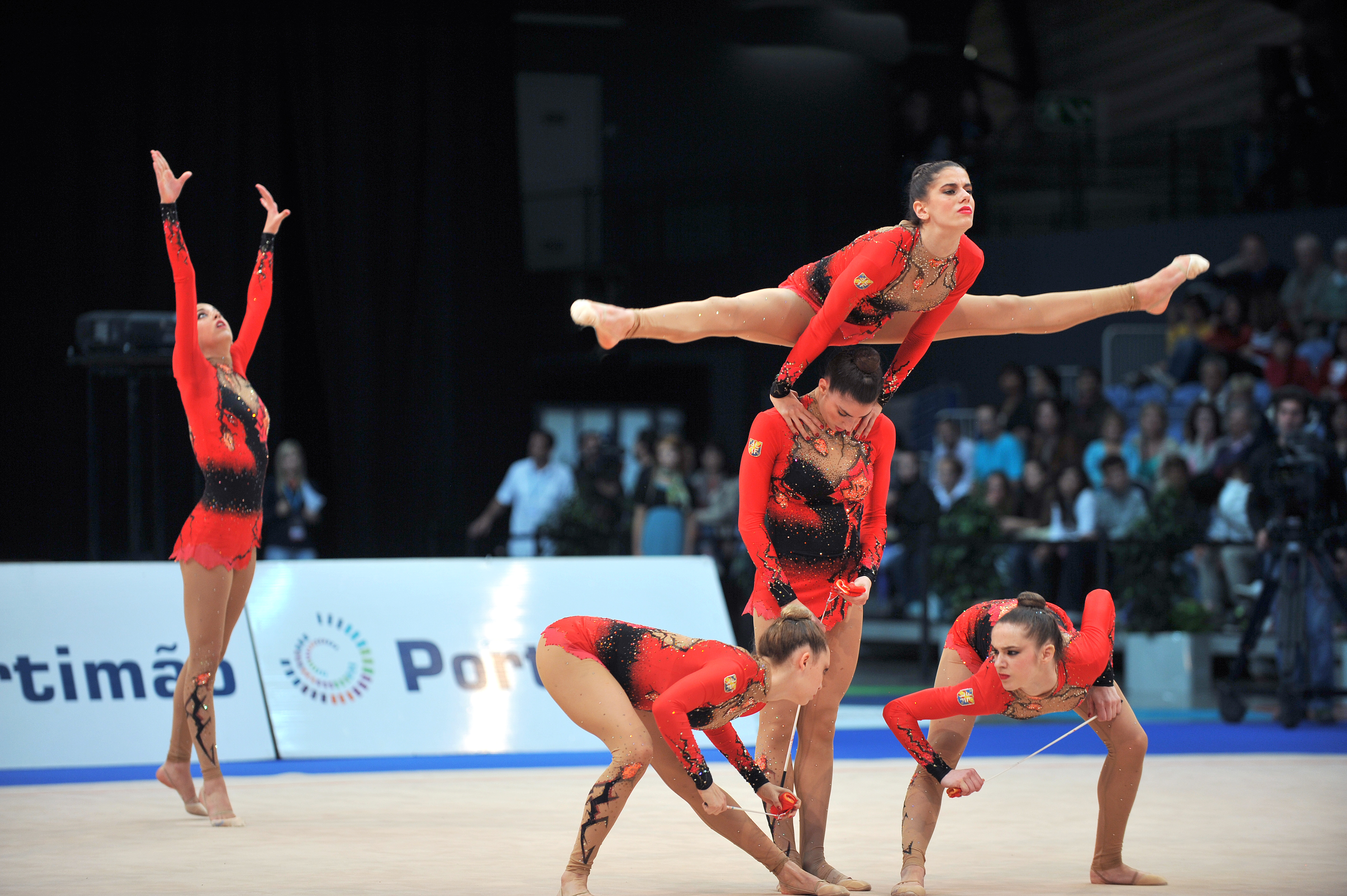
El conjunto español en la prueba de la Copa del Mundo de Portimão (2011).

- Medallas obtenidas en la Final de la Copa del Mundo (hasta 2008).

| Núm. | País            | Oro | Plata | Bronce | Total |
| ---- | --------------- | --- | ----- | ------ | ----- |
| 1    | Rusia           | 18  | 9     | 7      | 34    |
| 2    | Bulgaria        | 14  | 17    | 7      | 38    |
| 3    | Unión Soviética | 9   | 9     | 6      | 24    |
| 4    | Ucrania         | 4   | 5     | 10     | 19    |
| 5    | Bielorrusia     | 3   | 2     | 4      | 9     |
| 6    | España          | 0   | 2     | 3      | 5     |
| 7    | Polonia         | 0   | 2     | 0      | 2     |
| 7    | Kazajistán      | 0   | 2     | 0      | 2     |
| 9    | Finlandia       | 0   | 0     | 2      | 2     |
| 10   | Azerbaiyán      | 0   | 0     | 1      | 1     |
| 10   | Canadá          | 0   | 0     | 1      | 1     |
| 10   | Italia          | 0   | 0     | 1      | 1     |
| 10   | Rumania         | 0   | 0     | 1      | 1     |
| 10   | Corea del Norte | 0   | 0     | 1      | 1     |
|      | TOTAL           | 48  | 48    | 44     | 140   |

- Nota: según el periódico ABC, las españolas conquistaron no una, sino tres medallas de bronce en la edición de 1990,[2] por lo que serían cinco y no tres las medallas obtenidas por el equipo español en total.[3] Esta información fue confirmada por un documento publicado por Gymnastics Australia, con resultados oficiales.[4]